# Bogue (Kansas)
Bogue è un comune degli Stati Uniti d'America, situato nello Stato del Kansas, nella contea di Graham.